# Somalibia sternalis
Somalibia sternalis är en skalbaggsart som beskrevs av Schein 1956. Somalibia sternalis ingår i släktet Somalibia och familjen Cetoniidae. Inga underarter finns listade i Catalogue of Life.